# Hasle Kirke (Bornholm)
 Denne artikel omhandler Hasle Kirke på Bornholm. Opslagsordet har også en anden betydning, se Hasle Kirke.
Hasle Kirke er en middelalderlig kirke i byen Hasle på Bornholm. Den blev ca. 1460 som Bornholms øvrige bykirker bygget som et kapel. I senmiddelalderen blev Hasle udskilt af Rutsker Sogn, som byen stadig hører sammen med i ét pastorat. Kirken er bygget i gotisk stil og har en yderst seværdig sengotisk altertavle fra ca. 1510 med rigt træskærerarbejde. Prædikestolen er fra omkring år 1600.
På kirkegården står runestenen Marevad-Stenen.
Kirkegården ligger blandt andre operasangeren Vilhelm Herold begravet.

## Billeder
- Kirken set fra syd
- Marevad-Stenen